# Салицилаты
Салицилаты — класс химических соединений, производные салициловой кислоты. Среди салицилатов в медицине наиболее широко используется ацетилсалициловая кислота (аспирин). Салицилаты встречаются в растениях, например, в иве.

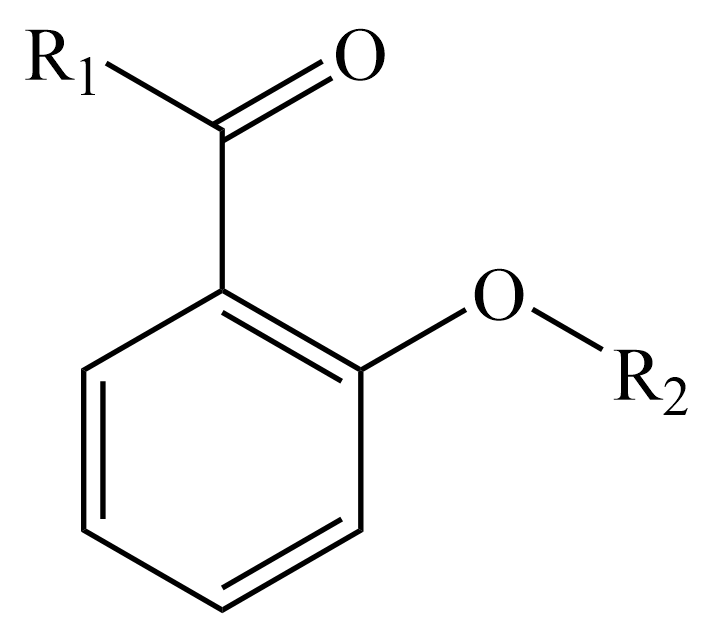
R_{1} и R_{2} - заместители в карбоксильной и фенольной группе соответственно

## История
Первое использование салицилатов в медицинских целях относится к древним временам, когда кору и листья ивы, содержащие салициловую кислоту, использовали для облегчения боли и снижения температуры. В XIX веке салицилаты получили известность благодаря развитию фармацевтической промышленности.
В 1897 году была синтезирована ацетилсалициловая кислота, более известная как аспирин, которая стала одним из наиболее распространенных препаратов, содержащих салицилаты. Аспирин получил широкое признание благодаря своим анальгетическим, противовоспалительным и жаропонижающим свойствам.

## Характеристика

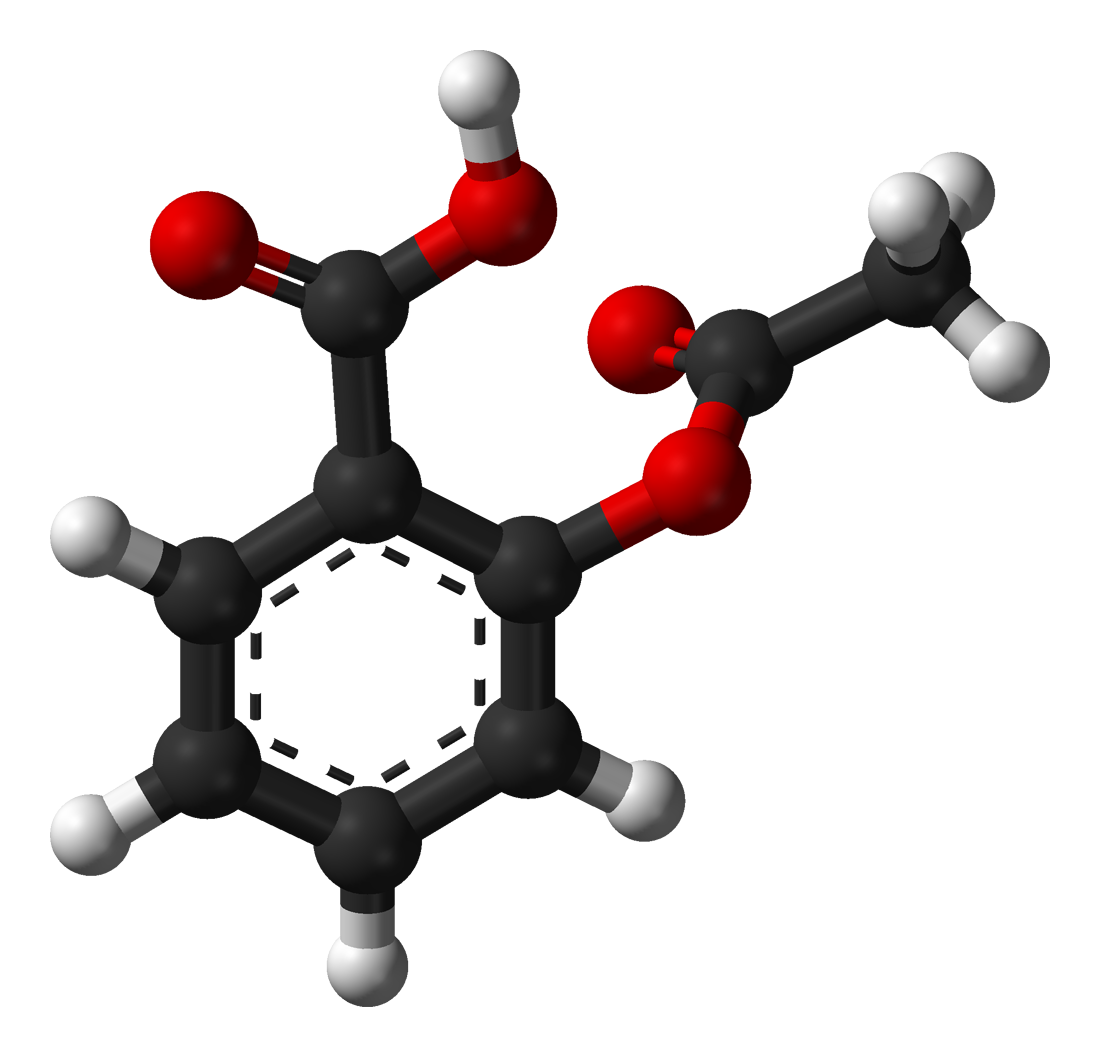
Молекула аспирина, самого распространённого салицилата

Салицилаты представляют собой органические соединения, обладающие антикоагулянтными, противовоспалительными, противоревматическими и анальгетическими свойствами. Обладают свойствами типичных ненаркотических анальгетиков и оказывают также жаропонижающее действие.
Являются слабыми кислотами, легко растворимы в этаноле и эфирах. Салицилаты могут быть получены синтетическим путем или выделены из растений. 

## Применение
Салицилаты имеют широкий спектр применений в различных отраслях. В медицине они используются в виде анальгетиков, противовоспалительных средств и жаропонижающих препаратов. Аспирин применяется при артритах, миозитах, невралгиях, головной боли, высокой температуре, ревматизме, а также для предупреждения тромбообразования. Другие препараты данной группы (натрия салицилат, салициламид) относительно реже применяются в современной медицинской практике.
Салицилаты также находят применение в косметике, где они используются в качестве консервантов и антиоксидантов. В пищевой промышленности салицилаты используются как добавки, обладающие антибактериальными свойствами и способствующие сохранению свежести пищевых продуктов.
Неацетилированные салицилаты (натрия салицилат, салициламид) имеют меньшую антипростагландиновую активность, поэтому осложнения, связанные с блокадой простагландинов, встречаются реже.[уточнить]